# Come on Down
Come on Down är Green Rivers debutalbum och är av många ansett som den första grungeskivan. Detta är den enda skivan som originalmedlemmen Steve Turner var med på innan han hoppade av bandet.

## Låtlista
1. "Come On Down" – (Arm/Ament/Gossard) 3:23
2. "New God" – (Arm/Vincent) 4:29
3. "Swallow My Pride" – (Arm/Turner) 3:46
4. "Ride of Your Life" – (Arm/Gossard/Ament) 4:16
5. "Corner of My Eye" – (Arm/Gossard/Ament) 5:04
6. "Tunnel of Love" – (Arm/Ament) 7:27